# Gérard Lhéritier
Gérard Lhéritier (* 21. Juni 1948 in Nancy) ist ein französischer Manuskripthändler und Unternehmer. Er kaufte um 2004 Marquis de Sades Manuskript von Die 120 Tage von Sodom. 2012 gewann er den größten in Frankreich jemals ausgezahlten EuroMillions-Jackpot. Im März 2015 wurde er von der französischen Polizei im Rahmen eines Ermittlungsverfahrens wegen des Verdachts auf ein betrügerisches Pyramidensystem vorübergehend verhaftet.

## Jugend
Lhéritier ist der Sohn eines Klempners aus Lothringen. Er wuchs in Void-Vacon im Département Meuse auf und lebte bis 1984 in Straßburg, bevor er nach Nizza zog.

## Karriere

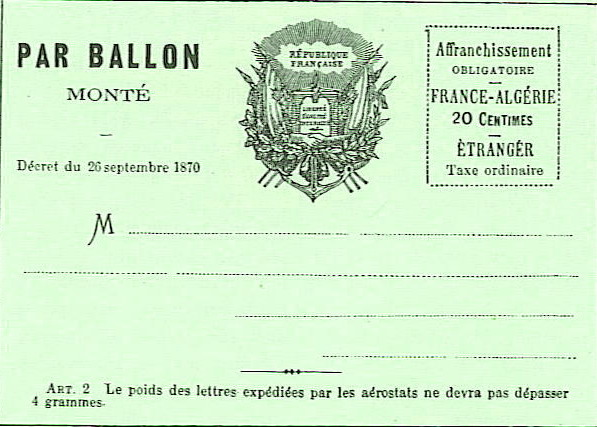
Eine Ballonpostkarte von 1870 während der Belagerung von Paris während des Deutsch-Französischen Krieges

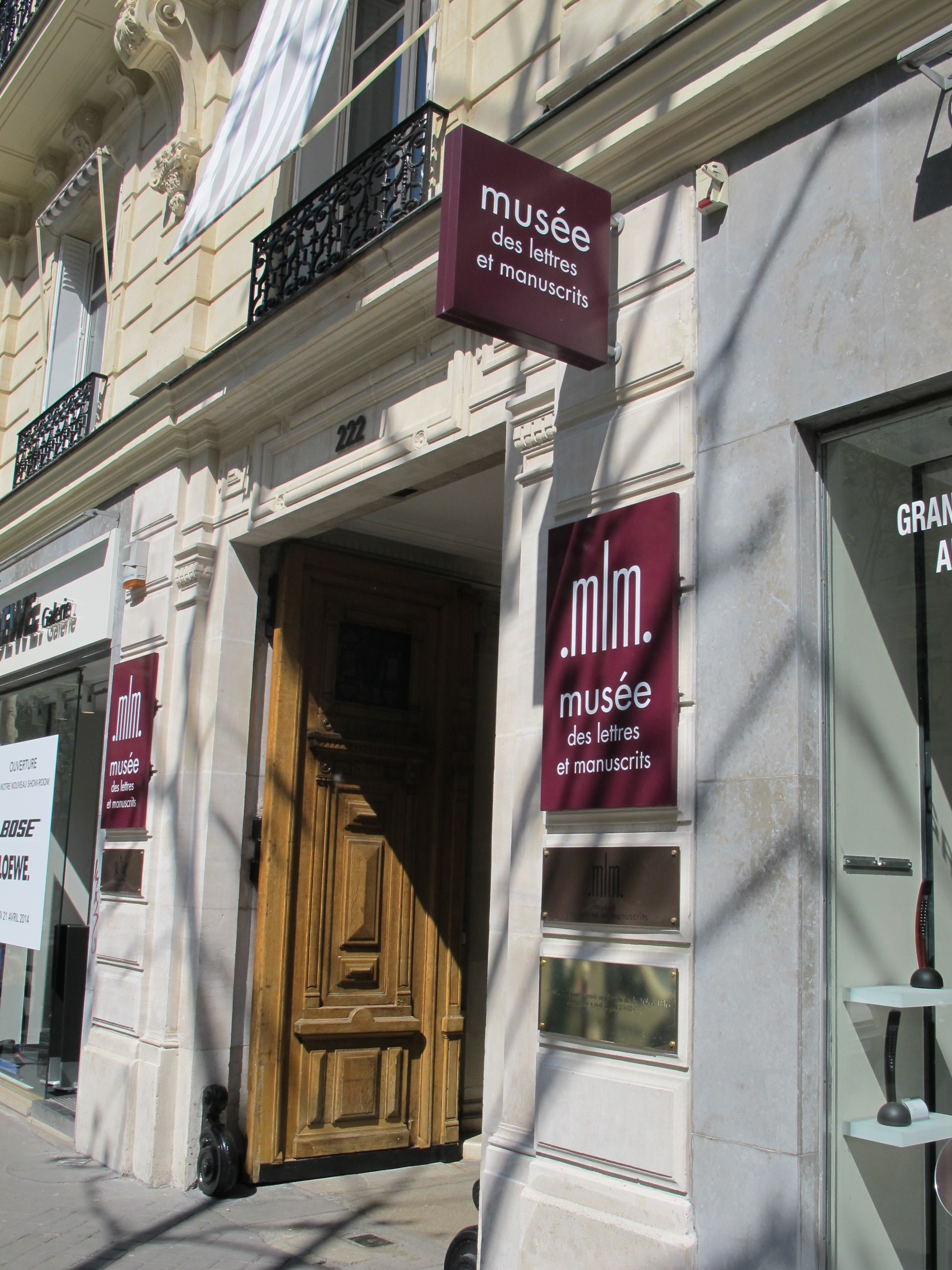
Musée des Lettres et Manuscrits

Lhéritier diente in der französischen Armee und arbeitete danach als Vermögensverwalter.
In den frühen 1980er Jahren fand er in einem Briefmarkenladen zufällig einen mit par ballon monté (französisch: per Ballonpost) gekennzeichneten Brief, als er nach einer seltenen Briefmarke für seinen Sohn suchte. Daraufhin führte er eine Recherche zum Thema Ballonpost durch und verfasste mehrere Bücher darüber, einschließlich der Novelle Les Ballons de la liberté (Die Ballone der Freiheit, 1995).
1990 gründete er die Firma Aristophil in Nizza, die historische Manuskripte, Briefe und andere Dokumente erwarb und Anteile an diesen Objekten an Investoren verkaufte.
Lhéritier ist ein Sponsor der Bibliothèque nationale de France. Um 2004 kaufte er für 7 Mio. € das auf einer 12 m langen Pergament-Schriftrolle verfasste Original-Manuskript von Marquis de Sades Die 120 Tage von Sodom.
Im selben Jahr, 2004, gründete er das Musée des Lettres et Manuscrits in der 8 Rue de Nesle in Paris, das 2010 an den 222 Boulevard Saint-Germain umzog. Es wurde 2015/16 geschlossen; seine Sammlung wurde von den französischen Behörden beschlagnahmt.
Im März 2015 wurde Lhéritier in Paris in Polizeigewahrsam genommen und erst gegen eine Kaution von 2 Mio. € wieder auf freien Fuß gesetzt. Gegen ihn läuft eine Untersuchung wegen des Verdachtes auf ein betrügerisches Ponzi- bzw. Pyramiden-System.

## Geschäftsmodell
Eine von Lhéritiers frühesten Erwerbungen war 2002 der Einstein-Besso-Schriftwechsel, 54 Seiten mit Berechnungen zur Allgemeinen Relativitätstheorie für 559.500 $ bei Christie’s New York. Er teilte diese in 400 „Anteile“, die er an Investoren verkaufte. Dadurch stieg der rechnerische Wert auf 12 Mio. €, nahezu das 24-fache dessen, was er selbst ausgegeben hatte, angeblich weil die Nachfrage nach Einstein-Manuskripten, unter anderem auch durch seinen spektakulären Ankauf, gestiegen sei. Seine Firma Aristophil behielt sich das Recht vor, die Anteile zu einem um einen attraktiven Prozentsatz erhöhten Preis zurückzukaufen, aber ging diesbezüglich keine Verpflichtungen ein.
Dabei kann laut einem Statement seines Anwalts Francis Triboulet niemand mit Sicherheit sagen, dass er Geld verloren habe, da die Manuskripte bisher nicht verkauft worden sind und ihr tatsächlicher Wert daher unbekannt ist. Der Kunsthändler Frederic Castaing wies darauf hin, dass ein wahrer Sammler nicht an dem finanziellen Wert eines Dokumentes interessiert sei, sondern es anfassen können wolle, um so eine Nähe zu einem bekannten Autor zu fühlen. Lhéritier hingegen habe in einer abscheulichen Weise einen Teil des kulturellen Erbes in Aktien und Anteile verwandelt.

## Lottogewinn
Lhéritier gewann 2012 den mit 170 Mio. € dotierten Jackpot der EuroMillions-Lotterie, den höchsten jemals in Frankreich ausgezahlten Lotteriegewinn. Lhéritiers Anwalt Francis Triboulet sagte, Lhéritier habe 40 Mio. € davon sofort in seine Firma Aristophil investiert, was ein Zeichen für deren Rechtschaffenheit sei.

## Sammlung
Sein Musée des Lettres et Manuscrits umfasste eine Sammlung von nahezu 136.000 Original-Manuskripten und Briefen, einschließlich des Waffenstillstandsbefehls von Dwight D. Eisenhower vom 7. Mai 1945, Gedichten von Paul Éluard und eines Liebesbriefs von Théodore Géricault. Andere bemerkenswerte Stücke stammen von den folgenden Personen:
- Schriftsteller: René Descartes, François de La Rochefoucauld, Voltaire, Jean-Jacques Rousseau, Denis Diderot, the Marquis de Sade, Johann Wolfgang von Goethe, François-René de Chateaubriand, Stendhal, Gérard de Nerval, Alfred de Musset, Théophile Gautier, Charles Baudelaire, Gustave Flaubert, Edmond de Goncourt, Jules Verne, Leo Tolstoy, Émile Zola, Antoine de Saint-Exupéry, Paul Verlaine, Marcel Proust, Guillaume Apollinaire und Louis-Ferdinand Céline.
- Maler und Künstler: Jacques-Louis David, Jean Auguste Dominique Ingres, Édouard Manet, Edgar Degas, Nadar, René Magritte und Balthus.
- Komponisten und Musiker: Wolfgang Amadeus Mozart, Ludwig van Beethoven, Frédéric Chopin, Robert Schumann und Franz Liszt.
- Wissenschaftler und Ingenieure: Isaac Newton, die Gebrüder Montgolfier, Louis Pasteur, Ferdinand de Lesseps, Marie Curie, Rudolf Diesel und Gustave Eiffel.
- Königliche Familien: Karl VI., Karl VIII., Franz I. von Frankreich, Caterina de’ Medici, Franz II. von Frankreich, Heinrich IV. von Frankreich, Katharina die Große und Napoleon.
- Politiker: Leon Trotsky, Mohandas Karamchand Gandhi, Winston Churchill, Franklin D. Roosevelt und Charles de Gaulle.

## Veröffentlichungen
- Les ballons montés – Boules de Moulins – pigeongrammes – papillons de Metz – historique évaluation classification cotation, édition Valeurs Aristophil. Vol. 1: 1990, Vol. 2: 1992, Vol. 3: 1994.
- Les ballons montés, Plon, 1995. ISBN 2-259-18230-5
- Les Ballons de la liberté, 1995.
- Intime corruption, l'affaire des timbres rares de Monaco, L'Archipel, 2006. ISBN 2-84187-817-1
- Livre des valeurs et cotations (1870-1871), Plume, 2008.
- Valeurs et références – Collection 1870 – Ballons montés - Boules de Moulins, 2000, Aristophil.